# Kanton Le Bar-sur-Loup
Le Bar-sur-Loup is een voormalig kanton van het Franse departement Alpes-Maritimes. Het kanton maakte deel uit van het arrondissement Grasse. Het werd opgeheven bij decreet van 24 februari 2014, met uitwerking op 22 maart 2015. De gemeenten werden opgenomen in het nieuwe kanton Valbonne, met uitzondering van Roquefort-les-Pins dat werd toegevoegd aan het kanton Villeneuve-Loubet.

## Gemeenten
Het kanton Le Bar-sur-Loup omvatte de volgende gemeenten:
- Le Bar-sur-Loup (hoofdplaats)
- Caussols
- Châteauneuf-Grasse
- Courmes
- Gourdon
- Opio
- Roquefort-les-Pins
- Le Rouret
- Tourrettes-sur-Loup
- Valbonne